# Кабо-вердианско-португальские отношения
Кабо-вердианско-португальские отношения — двусторонние дипломатические отношения между Кабо-Верде и Португалией. Государства являются членами Содружества португалоязычных стран и Организации Объединённых Наций.

## История
Острова Кабо-Верде были открыты в период между 1460 и 1462 годами португальскими и генуэзскими моряками, которые находились на службе у португальцев. Нет никаких свидетельств человеческих поселений на Кабо-Верде до прибытия португальцев. Из-за близости Кабо-Верде к африканскому побережью португальские моряки стали селиться на островах, учитывая их стратегическое положение они служили складом для торговли и снабжения, с особым упором на трансатлантическую работорговлю, особенно в Бразилию.
В 1956 году Амилкар Кабрал основал Африканскую партию независимости Гвинеи и Кабо-Верде (ПАИГК), борясь против колониализма и начав марш за независимость. В 1972 году, во время колониальной войны Португалии, островам была предоставлена автономия, и в 1973 году на Португальском Кабо-Верде были проведены единственные парламентские выборы, однако, в отличие от других португальских колоний, на Кабо-Верде не было вооружённого конфликта. Независимость Кабо-Верде была обретена в результате переговоров с Португалией после Революции гвоздик в апреле 1974 года и окончательно признана 5 июля 1975 года.
С момента обретения независимости отношения между Кабо-Верде и Португалией оставались крепкими. Между странами есть культурное сходство и многие жители Кабо-Верде имеют португальские корни. Также было осуществлено несколько визитов на высоком уровне между лидерами обеих стран, они тесно сотрудничают в рамках Содружества португалоязычных стран.

## Транспортное сообщение
Между странами есть прямые рейсы следующих авиакомпаний: Cabo Verde Airlines и TAP Portugal.

## Торговля
В 1998 году Кабо-Верде и Португалия подписали торговое соглашение. В 2017 году объём товарооборота между странами составил сумму 284 миллиона евро. Португалия является вторым по величине торговым партнером Кабо-Верде, после Испании.

## Дипломатические представительства
- Кабо-Верде имеет посольство в Лиссабоне[4].
- У Португалии имеется посольство в Прае[5].